# Tandjilé
Tandjilé ist eine Provinz des Tschad und entspricht der vormaligen Präfektur gleichen Namens. Ihre Hauptstadt ist Laï. Die Provinz hat etwa 661.906 Einwohner.

## Geographie
Tandjilé hat eine Fläche von 18.045 km² und liegt im Süden des Landes. Bedeutende Städte sind Laï, Kélo und Béré. Der Norden der Provinz ist Teil des Ramsar-Schutzgebietes Plaines d’inondation du Logone et les dépressions Toupouri.

### Untergliederung
Die Provinz ist in drei Départements eingeteilt:
- Tandjilé Centre (Hauptort Béré)
- Tandjilé Est (Hauptort Laï)
- Tandjilé Ouest (Hauptort Kélo)

## Bevölkerung
Die Bevölkerung wuchs von ca. 453.000 im Jahr 1993 auf 662.000  im Jahr 2009 an. Wie im gesamten Tschad ist das Bevölkerungswachstum somit hoch.
Ethnien in Tandjilé sind die Marba, Nangtchéré, Lélé, Ngambay und Gabri.